# Condado de Decatur (Kansas)
El condado de Decatur (en inglés: Decatur County) es un condado en el estado estadounidense de Kansas. En el censo de 2000 el condado tenía una población de 3.472 habitantes. La sede de condado es Oberlin. El condado fue fundado el 20 de marzo de 1873 y fue nombrado en honor a Stephen Decatur, un héroe de la Guerra anglo-estadounidense de 1812.

## Geografía
Según la Oficina del Censo, el condado tiene un área total de 2.316 km² (894 sq mi), de la cual 2.314 km² (893 sq mi) es tierra y 2 km² (1 sq mi) (0,07%) es agua.

### Condados adyacentes
- Condado de Red Willow, Nebraska (norte)
- Condado de Furnas, Nebraska (noreste)
- Condado de Norton (este)
- Condado de Sheridan (sur)
- Condado de Thomas (suroeste)
- Condado de Rawlins (oeste)

## Demografía
En el  censo de 2000, hubo 3.472 personas, 1.494 hogares y 981 familias residiendo en el condado. La densidad poblacional era de 3,9 personas por milla cuadrada (1,5/km²). En el 2000 había 1.821 unidades habitacionales en una densidad de 2,0 por milla cuadrada (0,8/km²). La demografía del condado era de 97,87% blancos, 0,52% afroamericanos, 0,09% amerindios, 0,14% asiáticos, 0,12% isleños del Pacífico, 0,37% de otras razas y 0,89% de dos o más razas. 0,98% de la población era de origen hispano o latino de cualquier raza. 
La renta promedio para un hogar del condado era de $30.257 y el ingreso promedio para una familia era de $34.982. En 2000 los hombres tenían un ingreso medio de $25.139 versus $17.368 para las mujeres. La renta per cápita para el condado era de $16.348 y el 11,60% de la población estaba bajo el umbral de pobreza nacional.

## Ciudades y pueblos
- Clayton
- Dresden
- Jennings
- Norcatur
- Oberlin